# Nomades du Nord (film)
Pour plus de détails, voir Fiche technique et Distribution.
Nomades du Nord (Nikki, Wild Dog of the North) est un film américain de Winston Hibler sorti en 1961. Ce film est adapté du roman Nomads of the North de James Oliver Curwood.

## Synopsis
Le film raconte les aventures d'un jeune chien malamute nommé Nikki et son gentil maître, Andre Dupas. Ils voyagent en canoë dans les Rocheuses canadiennes. Quand Nikki rencontre Neewa, un ourson ayant perdu sa mère, Andre attache les deux animaux ensemble, les jette dans le canoë et fonce dans les rapides. Quand les deux animaux se retrouvent séparés d'Andre, l'improbable duo doit apprendre à survivre dans le monde sauvage. Ce qui est initialement une relation de haine et d'incompatibilité se transforme en une relation de compromis et d'amitié entre espèces. Les deux animaux toujours attachés rencontrent des loups, des lynx, des gloutons, des grizzly et beaucoup d'autres animaux sauvages, photographiés de façon brillante et donnent aux spectateurs un sens réel de vie dans la nature. Quand Neewa commence sa longue hibernation, Nikki entame une chasse désespérée pour la nourriture. Le parfum de l'Homme le mène non pas à l'amical Andre Dupas, mais à Jacques LeBeau un trappeur qui essaye d'abord de le prendre dans un piège puis de l'empoisonner. Mais voyant la vigueur de Nikki, et après l'avoir capturé il le forme comme un chien de combat.
Après son entrainement, LeBeau teste le résultat en tentant de faire attaquer par Nikki un facteur, qui n'est autre qu'Andre Dupas. Après une confrontation entre Nikki et Lebeau puis Dupas et LeBeau, ce dernier tombe sous le coup de son propre couteau.

## Fiche technique
- Titre : Nomades du Nord
- Titre original : Nikki, Wild Dog of the North
- Scénario : Ralph Wright, Winston Hibler d'après un roman de James Oliver Curwood
- Pour Walt Disney Productions :
  - Producteur : Erwin L. Verity
  - Continuité des scènes : Sam McKim, Dale Hennesy
  - Montage : Grant K. Smith
  - Musique : Oliver Wallace
    - Orchestration : Clifford Vaughan
    - Montage sonore : Evelyn Kennedy

  - Technicien du son : Robert O. Cook
- Pour Calgary Limited :
  - Réalisateur : Jack Couffer
  - Photographie : Lloyd Beebe, Jack Couffer, Ray Jewell, William V. Bacon
- Pour  Westminster Films :
  - Réalisateur : Don Haldane assisté de Phil Hirsch et Jerry Stoll
  - Photographie : Donald Wilder
  - Responsable équipe : Leo Ewashun
  - Décors : Jack McCullagh
  - Costumes :  Jan kemp
  - Maquillage :  Ken Brooke, Barry Nye
  - Preneur de son : George Mulholland, Andre de Tonnancourt
- Producteur : Winston Hibler
- Société de production : Walt Disney Productions, Calgary Limited, Westminster Films
- Pays de production : États-Unis
- Genre : Documentaire
- Durée : 74 minutes
- Date de sortie : 12 juillet 1961

Sauf mention contraire, les informations proviennent des sources suivantes : Leonard Maltin, IMDb

## Distribution
- Jean Coutu : Andre Dupas
- Émile Genest : Jacques LeBeau
- Uriel Luft : Makoki
- Robert Rivard : Durante
- Nikki
- Neewa
- Jacques Fauteux : Narrateur
- Dwight Hauser : Narrateur additionnel

## Sorties cinéma
Sauf mention contraire, les informations suivantes sont issues de l'Internet Movie Database.
- États-Unis : 12 juillet 1961
- Japon : 22 novembre 1961
- Finlande : 18 mai 1962
- Danemark : 25 juin 1962
- Allemagne de l'Ouest : 7 septembre 1962
- France : 11 octobre 1962

## Origine et production
Après le succès de la série True-Life Adventures, le studio poursuit la production de films proche du documentaire mais avec des scénarios de fiction sur le principe des docu-fiction initiés avec Les Aventures de Perri (1957). L'histoire de Nomades du Nord est basée sur la nouvelle Nomads of the North (1919) de James Oliver Curwood. Le studio a engagé deux équipes canadiennes pour le tournage dont l'une dirigée par Jack Couffer ayant déjà travaillé sur les True-Life Adventures. La plupart es scènes ont été tournées en extérieur et auraient impressionnées l'auteur par leur intensité, telles que le chien et l'ours dormant l'un contre l'autre. Quelques scènes ont toutefois été tournées en studio comme le combat final, tourné caméra au poing ou le magasin du poste frontière.
L'accueil du film a été assez favorable, Variety parle d'une « diversion paisante », le Time annonce qu'il « ravira tout le enfants de 10 ans qui ont toujours combattu leur oreillers prétendant que c'était un ours. » Bosley Crowther du New York Times écrit  : « Ce n'est pas ce qu'on peut appeler un grand film et les humains ne rivalisent en aucune façon avec l'instinct naturel et le charme du chiot et de l'ourson. Mais les acteurs humains sont rarement les pairs des animaux dans le film Disney. »
Le film a été diffusé à la télévision dans l'émission Walt Disney's Wonderful World of Color sur NBC en deux épisodes, le 17 septembre et le 4 octobre 1964. Suivant le même principe de docu-fiction, le studio Disney a produit La Légende de Lobo (1962)

## Analyse
Pour Leonard Maltin, l'usage des techniques et de l'expérience des True-Life Adventures pour des films de fictions a pour résultat un divertissement de première qualité avec des décors époustouflants tournés au Canada. Le film possède un rythme rapide combinant une histoire solide avec des paysages magnifique et de bonnes prise de vues animalières.
Douglas Brode associe le film à plusieurs productions de la société Disney où les animaux servent à travers différentes espèces à faire passer un message d'acceptation des autres et d'une meilleure humanité.  Pour Brode, la production phare de ce thème est l'attraction It's a Small World que plusieurs films transposent avec des animaux Nomades du Nord, L'Incroyable Randonnée (1963), A Tale of Two Critters (1977) et Rox et Rouky (1981).